# Oval Office
Het Oval Office is sinds 1909 het officiële kantoor van de president van de Verenigde Staten, gelegen in de westelijke vleugel van het Witte Huis.
De kamer werd geopend in 1909 en beschikt over drie grote ramen op het zuiden achter het bureau van de president en een open haard aan de noordkant. Het heeft vier deuren: de oostelijke deur opent naar de rozentuin; de westelijke deur leidt naar een privé studeer- en eetkamer; de noordwestelijke deur komt uit op de hoofdgang van de westelijke vleugel; en de noordoostelijke deur opent naar het kantoor van de secretaris van de president. Een ovale kamer is een concept uit de barok met neoclassicistische trekjes.
Presidenten decoreren het kantoor over het algemeen naar hun persoonlijke smaak, kiezen nieuwe meubels, nieuwe gordijnen en ontwerpen hun eigen ovale tapijt om het grootste deel van de vloer in beslag te nemen. Kunstwerken worden geselecteerd uit de eigen collectie van het Witte Huis of worden geleend van musea tijdens de ambtstermijn van de president.
Tot 1902 werkte de zittende president in het hoofdgebouw van het Witte Huis. In 1909 werd het eerste Oval Office gebouwd tijdens het presidentschap van William Howard Taft. Het kantoor werd in 1929 verwoest door brand en herbouwd. President Franklin Delano Roosevelt liet in 1934 het huidige kantoor bouwen. Een in het oog springend detail van het kantoor is de Resolute desk, het bureau van de president. Het bureau was een geschenk van koningin Victoria van het Verenigd Koninkrijk aan president Rutherford Hayes in 1880.

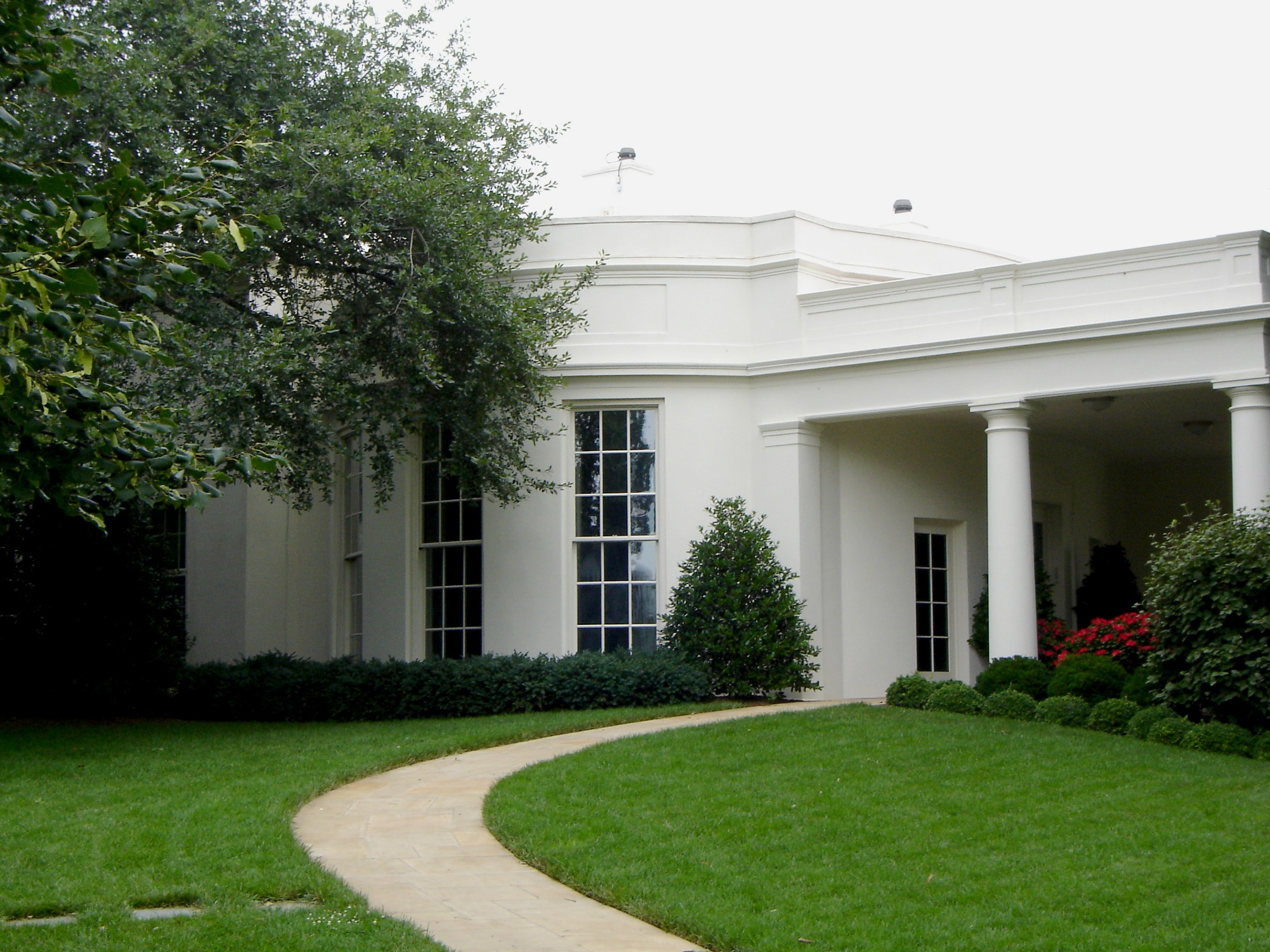
Achterzijde van het "Oval Office"

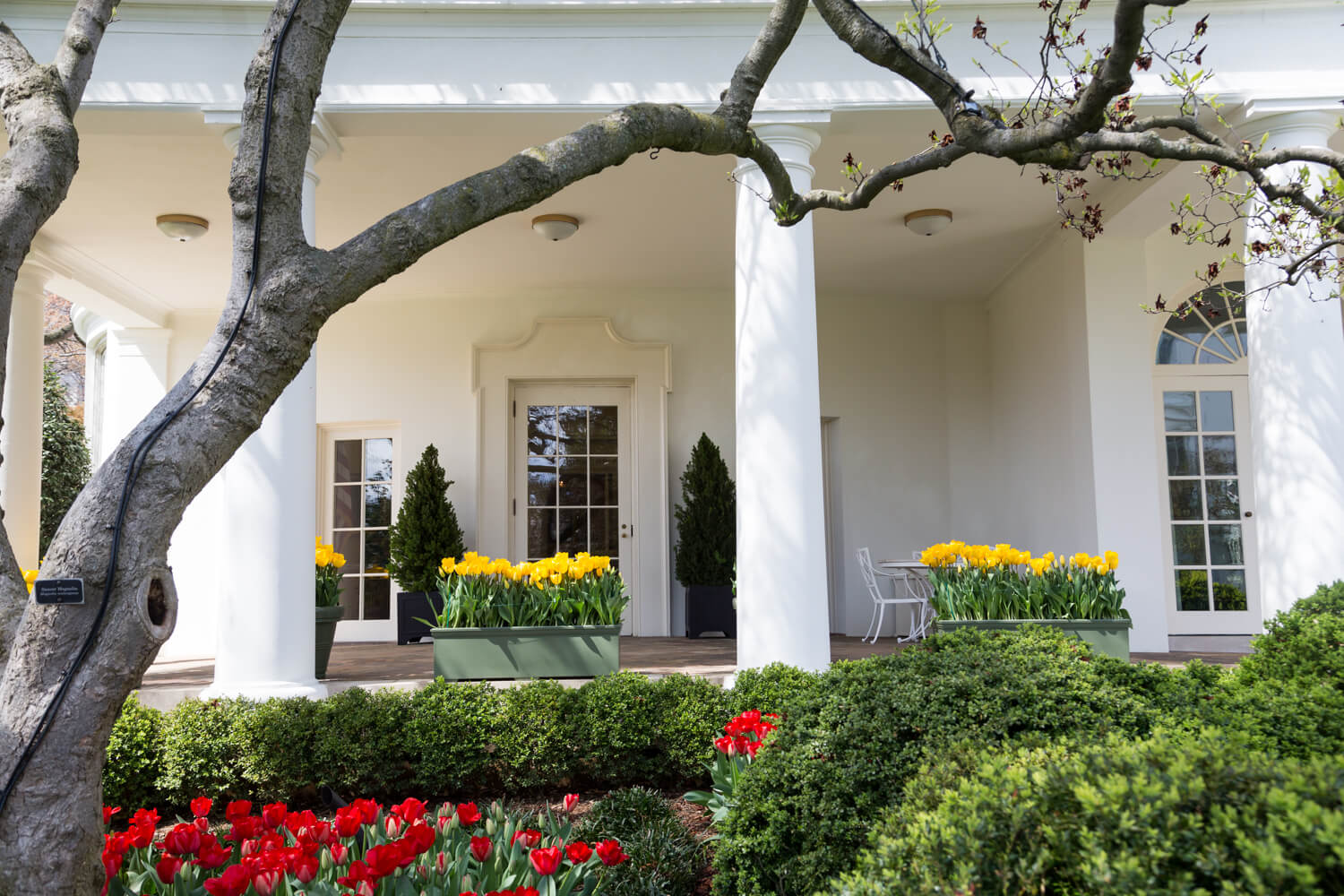
Rechterzijde van het "Oval Office"

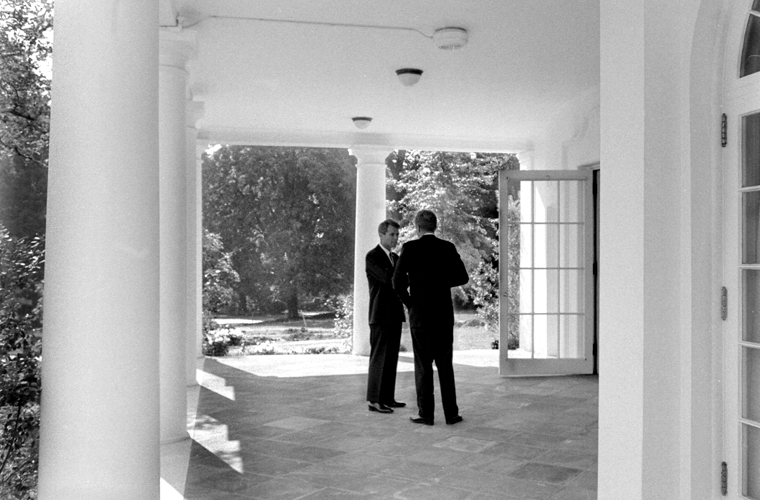
Voorzijde van het "Oval Office"

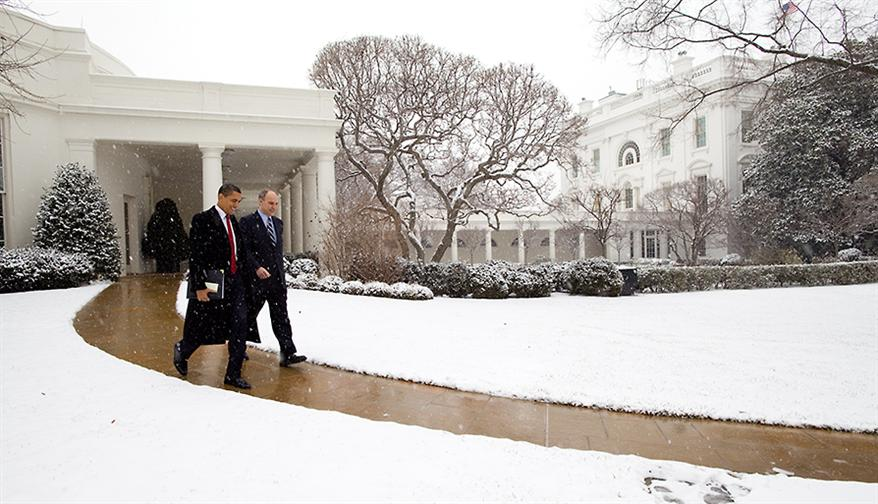
Achterzijde van het "Oval Office" met het Witte Huis in de achtergrond

## Afmetingen
- Langste doorsnede: 10,9 m
- Kortste doorsnede: 8,8 m
- Hoogte: 5,6 m
- 'Line of Rise' (punt vanaf waar het plafond begint te krommen): 5,0 m

## Oval Office
| President                             | Oval Office | Opmerking(en)                                                                | Oval Office | Opmerking(en)                                                          |
| ------------------------------------- | ----------- | ---------------------------------------------------------------------------- | ----------- | ---------------------------------------------------------------------- |
| Franklin Delano Roosevelt (1933–1945) | 1934–1945   | Hoover desk Nieuw tapijt Nieuwe gordijnen Nieuwe banken                      |             |                                                                        |
| Harry S. Truman (1945–1953)           | 1945–1953   | T. Roosevelt desk Nieuw tapijt Nieuwe gordijnen Nieuwe banken                |             |                                                                        |
| Dwight D. Eisenhower (1953–1961)      | 1953–1961   | T. Roosevelt desk Truman tapijt Truman gordijnen Nieuwe banken               |             |                                                                        |
| John F. Kennedy (1961–1963)           | 1961–1963   | Resolute desk Truman tapijt Truman gordijnen Nieuwe banken                   | 1963        | Resolute desk Nieuw tapijt Nieuwe gordijnen Nieuwe banken              |
| Lyndon B. Johnson (1963–1969)         | 1963–1964   | Johnson desk Kennedy tapijt Kennedy gordijnen Kennedy banken                 | 1964–1969   | Johnson desk Truman tapijt Kennedy gordijnen Kennedy banken            |
| Richard Nixon (1969–1974)             | 1969–1970   | Wilson desk Truman tapijt Kennedy gordijnen Kennedy banken                   | 1970–1974   | Wilson desk Nieuw tapijt Nieuwe gordijnen Nieuwe banken                |
| Gerald Ford (1974–1977)               | 1974–1975   | Wilson desk Truman tapijt Nixon gordijnen Nixon banken                       | 1975–1977   | Wilson desk Nieuw tapijt Nieuwe gordijnen Nieuwe banken                |
| Jimmy Carter (1977–1981)              | 1977–1981   | Resolute desk Ford tapijt Ford gordijnen Ford banken                         |             |                                                                        |
| Ronald Reagan (1981–1989)             | 1981–1988   | Resolute desk Ford tapijt Ford gordijnen Ford banken                         | 1988–1989   | Resolute desk Nieuw tapijt Ford gordijnen Ford banken                  |
| George H.W. Bush (1989–1993)          | 1989–1990   | Resolute desk Reagan tapijt Ford gordijnen Ford banken                       | 1990–1993   | C&O desk Nieuw tapijt Nieuwe gordijnen Nieuwe banken                   |
| Bill Clinton (1993–2001)              | 1993        | Resolute desk G.H.W. Bush tapijt Nieuwe gordijnen G.H.W. Bush banken         | 1993–2001   | Resolute desk Nieuw tapijt Nieuwe gordijnen Nieuwe banken              |
| George W. Bush (2001–2009)            | 2001        | Resolute desk Reagan tapijt Clinton gordijnen Nieuwe banken                  | 2001–2009   | Resolute desk Nieuw tapijt Nieuwe gordijnen Nieuwe banken              |
| Barack Obama (2009–2017)              | 2009–2010   | Resolute desk G.W. Bush tapijt G.W. Bush gordijnen G.W. Bush banken          | 2010–2017   | Resolute desk Nieuw tapijt Nieuwe gordijnen Nieuwe banken Nieuw behang |
| Donald Trump (2017–2021)              | 2017–2021   | Resolute desk Reagan tapijt Clinton gordijnen G.W. Bush banken Nieuw behang  |             |                                                                        |
| Joe Biden (2021–2025)                 | 2021–2025   | Resolute desk Clinton tapijt Clinton gordijnen G.W. Bush banken Trump behang |             |                                                                        |
| Donald Trump (2025–heden)             | 2025–heden  | Resolute desk Reagan tapijt Clinton gordijnen G.W. Bush banken Trump behang  |             |                                                                        |